# 制订最低工资确定办法公约
制订最低工资确定办法公约(英語：Minimum Wage-Fixing Machinery Convention)是1928年6月16日第十一届国际劳工大会通过的一项公约，又称1928年确定最低工资办法公约，是国际劳工组织第26号公约(C026)。公约于1930年6月14日生效。

## 内容
公约第一条主要规定缔约国应承允制订或维持确定最低工资率的办法。

## 批准情形
截至目前，已有105个国家批准该公约。中华民国于1930年5月5日批准该公约。中华人民共和国则于1984年6月11日承认该公约，公约同日对中国生效。
 英国于1985年7月25日退出了公约。